# Saint-Jean-des-Mauvrets
Saint-Jean-des-Mauvrets – miejscowość i dawna gmina we Francji, w regionie Kraj Loary, w departamencie Maine i Loara. W 2013 roku jej populacja wynosiła 1810 mieszkańców. 
W dniu 15 grudnia 2016 roku z połączenia dwóch ówczesnych gmin – Juigné-sur-Loire oraz Saint-Jean-des-Mauvrets – utworzono nową gminę Les Garennes-sur-Loire. Siedzibą gminy została miejscowość Juigné-sur-Loire. 